# 奥达足球俱乐部
奥达足球俱乐部，是拉脱维亚的一个足球俱乐部，参加拉脫維亞超級足球聯賽的赛事。俱乐部的主场位于首都里加附近的基耶卡瓦。

## 历史
俱乐部的前身是1969年成立的五月九日（9. maijs）农庄足球队。1980年代中期，农庄和球队都更名为奥达（Auda）。1991年，球队首次正式亮相于拉脫維亞超級足球聯賽，在20支参赛球队中最终排名第15名。1992年，球队参加拉脱维亚足球甲级联赛并更名为里加足球俱乐部（Riga FK），此举是希望继承同名球队在1920～30年代的辉煌成绩。但此后几年球队未能如愿取得好成绩，最终于1995年再次恢复奥达的名称。
2001年，球队升入超级联赛，征战三个赛季后于2004年再度降入甲级联赛。
2022年，球队重返超级联赛。同年10月19日，奥达在拉脫維亞盃中以1–0击败里加足校，取得球队历史上的首个重要赛事奖杯，这也使他们获得参加2023–24年歐洲協會聯賽的资格，这是他们首次获得欧洲赛事资格。
2023赛季，球队夺得联赛第三名，获得铜牌，这是他们首次夺得联赛奖牌，并使他们获得参加2024–25年歐洲協會聯賽的资格。

## 荣誉
- 拉脫維亞超級足球聯賽
  - 季军 (1): 2023
- 拉脫維亞盃
  - 冠军 (1): 2022